# 人間仮免中
『人間仮免中』（にんげんかりめんちゅう）は、卯月妙子の漫画作品。2012年（平成24年）にイースト・プレスから出版された。2016年に続編となる『人間仮免中つづき』が出版された。
統合失調症を患う作者の波乱万丈の日々を描いた近況自伝エッセイである。

## 概要
2002年に刊行された「新家族計画」の2巻以来10年ぶりとなる描き下ろし単行本。卯月の近況を描いた自伝的漫画となっている。絵柄は作中の事故の影響で、描き殴ったような非常にラフなものになっている。

## あらすじ
人間仮免中
統合失調症を患う漫画家の卯月妙子。20歳で結婚したが、夫の会社が倒産、借金返済のためにホステス、SMストリッパー、カルト系AV女優として働くが、その後夫は投身自殺。幼少の頃から悩まされていた統合失調症が悪化し、2004年には出演していたストリップ劇場のステージ上で自ら首を切り救急車で運ばれる。
入退院を繰り返しながらも、女優として舞台などで活動を続け、36歳にして卯月は25歳年上のボビーに出逢い恋をした。ケンカしながらも楽しい生活を送っていたある日、彼女は統合失調症を抑える投薬を怠り、歩道橋から真っ逆さまに飛び降りてしまう。
全てを乗り越え愛し合うふたりの、奮闘する日々をユーモラスに描いたノンフィクション自伝エッセイ。
人間仮免中つづき
前作から4年半後。卯月は北海道の障害者施設に入所していた。そんな中、ボビーが定年を迎え、一緒に暮らすことになった。物語は、それから2人が再婚するまでのものである。

## 反響・批評
出版後、続々と反響があらわれる。「このマンガがすごい!2013」でオトコ編3位、「本の雑誌」が選ぶ2012年度ベストテン第1位、「THE BEST MANGA 2013このマンガを読め!」第2位、「オトナファミ」2013年2月号に掲載された全国3000店の書店員によるアンケート結果を集計した「2012年コレ読んで漫画ランキングBEST50」で第2位となり高評価を得た。

## 単行本
『人間仮免中』
2012年5月18日発売
（ISBN 978-4781607412）
『人間仮免中つづき』
2016年12月12日発売
（ISBN 978-4091892898）